# Lista de representantes permanentes da Suécia nas Nações Unidas
Esta é uma lista de representantes permanentes da Suécia, ou outros chefes de missão, junto da Organização das Nações Unidas em Nova Iorque.
A Suécia foi admitida como membro das Nações Unidas a 19 de novembro de 1946.
| Início | Término | Representante permanente (Chefe de missão) | Cargo                    | Credenciais |
| ------ | ------- | ------------------------------------------ | ------------------------ | ----------- |
| 1947   | 1948    | Gunnar Hägglöf                             | Representante permanente |             |
| 1948   | 1952    | Sven Grafström                             | Representante permanente |             |
| 1952   | 1956    | Oscar Thorsing                             | Representante permanente |             |
| 1956   | 1958    | Gunnar Jarring                             | Representante permanente |             |
| 1958   | 1964    | Agda Rössel                                | Representante permanente |             |
| 1964   | 1970    | Sverker Åström                             | Representante permanente |             |
| 1970   | 1977    | Olof Rydbeck                               | Representante permanente |             |
| 1977   | 1982    | Anders Thunborg                            | Representante permanente |             |
| 1982   | 1988    | Anders Ferm                                | Representante permanente |             |
| 1988   | 1992    | Jan Eliasson                               | Representante permanente |             |
| 1992   | 1997    | Peter Osvald                               | Representante permanente |             |
| 1997   | 2000    | Hans Dahlgren                              | Representante permanente | 1997-08-04  |
| 2000   | 2004    | Pierre Schori                              | Representante permanente | 2000-08-28  |
| 2004   | 2010    | Anders Lidén                               | Representante permanente | 2004-09-16  |
| 2010   | 2015    | Mårten Grunditz                            | Representante permanente | 2010-06-04  |
| 2015   | atual   | Olof Skoog                                 | Representante permanente | 2015-03-10  |